# 圣马尔塞 (上加龙省)
圣马尔塞（法語：Saint-Marcet）是法国上加龙省的一个市镇，属于圣戈当区（Saint-Gaudens）圣戈当县（Saint-Gaudens）。该市镇总面积14.06平方公里，2009年时的人口为392人。

## 人口
圣马尔塞人口变化图示